# Hideaki Anno
Hideaki Anno (em japonês: 庵野 秀明; romaniz.: Anno Hideaki; nascido em Ube, Yamaguchi, Japão, em 22 de maio de 1960) é um animador e diretor japonês. É conhecido principalmente pelo seu trabalho como diretor na franquia Neon Genesis Evangelion, série que venceu o prêmio Anime Grand Prix em 1995 e 1996, que teve uma uma influência significativa na indústria da televisão de anime e na cultura popular japonesa. O estilo de Anno é definido por sua abordagem pós-modernista e pela ampla representação dos pensamentos e emoções dos personagens.
Outros trabalhos de direção de Anno incluem Daicon Film's Return of Ultraman (1983), Gunbuster (1988), Nadia: The Secret of Blue Water (1990), Kare Kano (1998), Love & Pop (1998), Shiki-Jitsu (2000), Cutie Honey (2004), Re: Cutie Honey (2004), Rebuild of Evangelion (2007–2021) e Shin Godzilla (2016), com o último filme marcando o início da trilogia da franquia de reboots de tokusatsu, seguido por Shin Ultraman (2022) e Shin Kamen Rider (2023). Vários animes de Anno ganharam o prêmio Animage do Anime Grand Prix, incluindo Nadia: The Secret of Blue Water em 1990, Neon Genesis Evangelion em 1995 e 1996, e The End of Evangelion em 1997.
Desde meados da década de 1980, ele trabalhou no estúdio de animação Gainax, um estúdio que ele fundou com amigos da universidade, como Yoshiyuki Sadamoto, Toshio Okada, Yasuhiro Takeda, Takami Akai e Shinji Higuchi. Originalmente, a empresa se chamava Daicon Films e seus primeiros trabalhos foram dois curtas para a 20ª Convenção Nacional de Ficção Científica do Japão, também conhecida como Daicon III. Em 2006, fundou (e desde então dirige) a produtora Khara inc..

## Biografia

### Infância e educação infantil
Filho de Fumiko e Takuya Anno, Anno nasceu em Ube, Yamaguchi, Japão. Ele frequentou o Jardim de Infância Wakō, Escola primária municipal de Unoshima, escola secundária municipal de Fujiyama e escola secundária Ube da prefeitura de Yamaguchi, onde ficou conhecido por seu interesse em arte e por fazer curtas-metragens para festivais culturais japoneses.

### Trabalho inicial
Anno começou sua carreira enquanto frequentava a Universidade de Artes de Osaka como animador da série de anime The Super Dimension Fortress Macross (1982–1983). Envolvido na produção do DAICON III and IV Opening Animations com seus colegas estudantes, e também ocupado fazendo filmes autofinanciados, Anno parou de pagar sua mensalidade, acabando por ser expulso da Universidade de Artes de Osaka. Ele não ganhou reconhecimento até o lançamento de seu trabalho com o filme de Hayao Miyazaki de 1984, Nausicaä of the Valley of the Wind. Com a falta de animadores, o estúdio de produção do filme publicou um anúncio na famosa revista de animação japonesa Animage, anunciando que eles estavam desesperadamente precisando de mais animadores. Anno, com vinte e poucos anos na época, leu o anúncio e foi até o estúdio do filme, onde se encontrou com Miyazaki e mostrou-lhe alguns dos seus desenhos. Impressionado com sua habilidade, Miyazaki o contratou para desenhar algumas das cenas mais complicadas perto do final do filme, e valorizava muito seu trabalho.
Anno tornou-se um dos cofundadores da Gainax em dezembro de 1984. Ele trabalhou como diretor de animação para seu primeiro longa-metragem, Royal Space Force: The Wings of Honneamise (1987), e finalmente se tornou o principal diretor de anime da Gainax, liderando a maioria dos projetos do estúdio, como Gunbuster (1988) e Nadia: The Secret of Blue Water (1990–1991). No entanto, Anno caiu em uma depressão de quatro anos após Nadia — a série foi passada a ele pela NHK de um conceito original de Hayao Miyazaki (do qual Castle in the Sky também é parcialmente baseado em) e ele recebeu pouco controle criativo. Em 1994, o planeta menor 9081 Hideakianno foi nomeado em sua homenagem por seu velho amigo Akimasa Nakamura.

### Neon Genesis Evangelion
O próximo projeto de Anno foi a série de anime para televisão Neon Genesis Evangelion (1995–1996). A série se passa em uma versão futurista pós-apocalíptica de Tóquio e segue a luta da humanidade para sobreviver contra um ataque de monstros gigantes conhecidos como Anjos. A história do diagnóstico de depressão de Anno foi a principal fonte para a ênfase nos aspectos psicológicos de seus personagens, pois ele escreveu no papel várias das provações e obstáculos de sua condição. Por esta e outras razões (embora talvez também por design), o enredo de Evangelion tornou-se mais introspectivo à medida que a série progredia, apesar de ser transmitido em um horário de televisão infantil. Anno achava que as pessoas deveriam ser expostas às realidades da vida o mais cedo possível, e no final da série todas as tentativas de lógica narrativa tradicional foram abandonadas, já que os dois episódios finais acontecem na mente do personagem principal.
O show não obteve altas classificações no Japão em seu horário inicial,[carece de fontes?] mas depois de ser transferido para um local posterior, mais voltado para adultos, ganhou considerável popularidade. Restrições de tempo[carece de fontes?] na Gainax também forçou Anno a substituir o final planejado de Evangelion por dois episódios ambientados nas mentes dos personagens principais. Em 1997, a Gainax lançou um projeto para readaptar o final descartado de Evangelion em um longa-metragem. Problemas de orçamento deixaram o filme inacabado,[carece de fontes?] e os 27 minutos completos de animação foram incluídos como o segundo ato de Evangelion: Death and Rebirth. Eventualmente, o projeto culminou em The End of Evangelion, um filme de três atos que serviu como um final para Neon Genesis Evangelion. Em setembro de 1999, Anno apareceu no documentário da NHK TV "Bem-vindo de volta para uma aula extracurricular, Senpai!", respondendo algumas perguntas relacionadas a Evangelion, incluindo a origem do nome Evangelion, e ensinando crianças sobre produção de animação.

### Trabalho subsequente

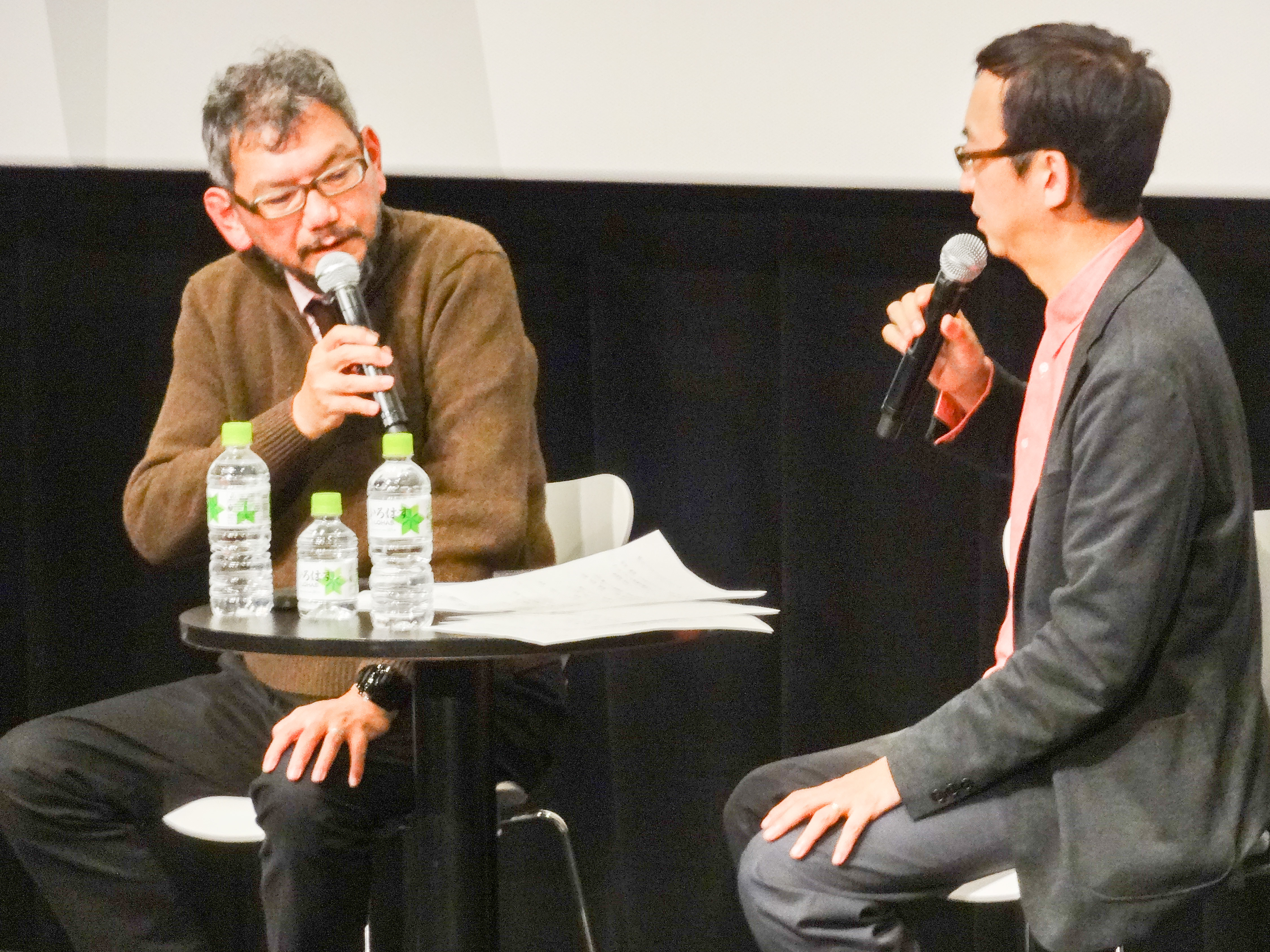
Anno com Ryūsuke Hikawa (30 de outubro de 2014)

Depois de Evangelion, Anno dirigiu a série de anime de 1998 Kareshi Kanojo no Jijō (abreviado como Kare Kano, também conhecido em inglês como His and Her Circumstances), a primeira série de televisão da Gainax a ser adaptada diretamente de material escrito anteriormente. Durante a produção de Kare Kano, Anno ficou frustrado com as restrições impostas ao show pela TV Tokyo depois do incidente de epilepsia com Pokémon e raramente dirigiu anime para televisão desde então. O diretor também fez incursões em filmes de ação ao vivo, começando com Love & Pop (1998), um filme no estilo cinéma vérité sobre enjo kosai ("namoro compensado", uma forma de prostituição adolescente) no Japão, dos quais uma grande parte foi filmada em câmeras digitais em miniatura com mudanças constantes nas proporções de aspecto. Ele ganhou o prêmio de Melhor Novo Diretor no Festival de Cinema de Yokohama pelo filme. Asumi Miwa, que desempenhou o papel principal, ganhou o prêmio de Melhor Novo Talento. Ele e seu amigo Masayuki também dirigiram o documentário "GAMERA1999" que documentou a produção de Gamera 3: Revenge of Iris. Seu segundo filme live-action, Shiki-Jitsu (2000) ("Ritual Day" ou "Ceremonial Day"), é a história de um ex-diretor de animação esgotado (interpretado pelo popular diretor independente Shunji Iwai) que se apaixona por uma mulher desconectada da realidade. Embora seja um trabalho experimental como Love & Pop, este filme foi filmado usando o mais tradicional proporção de filme, 35 mm e tem uma apresentação geralmente mais polida, evitando o cinéma vérité do primeiro filme live-action de Anno. Este filme lhe rendeu o prêmio de Melhor Contribuição Artística no Festival Internacional de Cinema de Tóquio e críticas muito positivas.
O terceiro filme live-action de Anno foi Cutie Honey, baseado na série em mangá e anime de Go Nagai de 1973. Lançado no verão de 2004, este filme de fantasia/super-herói alegre foi um contraste gritante com seus trabalhos anteriores e mais realistas de ação ao vivo. Mais tarde, em 2004, Anno supervisionou, mas não dirigiu o OVA de três partes, Re: Cutie Honey, que foi dirigido respectivamente por Hiroyuki Imaishi (a parte 1), Takamichi Itō (a parte 2), e Masayuki (a parte 3). Também foi lançado em 2004 o filme Funky Forest (ナイスの森, Nice no Mori), em que Anno faz várias participações especiais como ator: como o aluno na primeira fila da esquete "Home Room!", sentado ao lado de Hataru, em "Who's the Director?" como um animador que sente que está sendo sobrecarregado, e finalmente em "Singles Picnic" ele está entre os homens esperando mulheres que nunca vêm.
Em 1º de agosto de 2006, o site oficial de Hideaki Anno foi atualizado com listas de empregos para animadores-chave e equipe de produção na empresa que ele fundou, Studio Khara. Em setembro de 2006, a saída de Anno da Gainax foi noticiada na edição de outubro da revista de animação japonesa Newtype. Em 9 de setembro de 2006, o site oficial da GAINAX confirmou que Rebuild of Evangelion estava em andamento. Os três primeiros filmes seriam uma releitura alternativa da série de TV (incluindo muitas cenas, cenários, fundos e personagens novos), e o quarto filme seria uma conclusão completamente nova para a história.  Kazuya Tsurumaki e Masayuki dirigiria os filmes enquanto Yoshiyuki Sadamoto forneceria os designs dos personagens e Ikuto Yamashita forneceria projetos mecânicos. Shinji Higuchi forneceria storyboards para o primeiro filme. O primeiro foi lançado no verão de 2007, e o segundo e o terceiro foram planejados para serem lançados em 2008, no entanto, a segunda parcela foi lançada sozinha em 27 de junho de 2009. O terceiro filme seria lançado simultaneamente com o quarto, mas o terceiro filme foi lançado em 17 de novembro de 2012, e a data de lançamento do quarto filme no Japão foi anunciada para 27 de junho de 2020. Em 17 de fevereiro de 2007, Anno publicou uma declaração oficial no portal japonês do Yahoo para os filmes sobre seu envolvimento pessoal e objetivos em sua produção. Em outubro de 2007, Hideaki Anno demitiu-se da Gainax. Em 2011, Anno co-produziu o filme da Koinobori Pictures, Kantoku Shikkaku ("Diretor Fracassado"), dirigido por Katsuyuki Hirano com Yumika Hayashi.
Em 2012, Anno foi curador de uma exposição intitulada Tokusatsu —Special Effects Museum—Craftsmanship of Showa and Heisei Eras Seen Through Miniatures, realizada no Museu de Arte Contemporânea de Tóquio, apresentando adereços e trajes reais de muitos filmes e programas de televisão japoneses de tokusatsu. Anno também produziu um curta-metragem live-action para a exposição, intitulado A Giant Warrior Descends on Tokyo, apresentando o Deus Guerreiro Gigante do filme de animação do Studio Ghibli, Nausicaä of the Valley of the Wind. Ele passou a trabalhar com Hayao Miyazaki e o Studio Ghibli sobre vários curtas-metragens que foram exibidos no Museu Ghibli. Ele também deu voz ao personagem principal, Jiro Horikoshi, no longa-metragem de Miyazaki de 2013, The Wind Rises. Ele também projetou a sequência de abertura de série de televisão de anime de ficção científica Space Battleship Yamato 2199. Em 2014, Anno e Studio Khara lançaram uma série de animações para internet na Japan Animator Expo, feitas por vários diretores. Em março de 2015, foi anunciado que Anno se juntaria a um amigo próximo e cofundador da Gainax, Shinji Higuchi, escrever e codirigir Shin Godzilla, a reinicialização de 2016 da franquia de Godzilla da Toho.
Anno escreveu e dirigiu Evangelion: 3.0+1.0 Thrice Upon a Time (2021), lançado em março de 2021, após ter sido remarcado duas vezes devido à pandemia de COVID-19. Ele afirmou que a história de Shinji foi concluída, mas mencionou que tinha mais ideias ambientadas no mundo de Evangelion.

## Influências
Em sua juventude, ele acumulou uma quantidade incrível de conhecimento sobre séries de TV e filmes de ficção científica. Eu admirava séries como Ultraman, chegando a fazer seus próprios filmes caseiros de 8 mm. Ele também tem uma grande predileção pelos espetáculos de marionetes do ITC Entertainment, como Thunderbirds, Capitão Scarlet, The Prisioner, etc.
Conheceu seus amigod Takami Akai e Hiroyuki Yamaga, com quem organizaria uma pequena exposição de anime na escola dele. Eles fizeram o curta que abriu o Daicon III. O trabalho de Anno foi a animação que foi mostrada na sala.

## Estilo
A temática das suas obras centra-se principalmente na descrição da psicologia das personagens, especialmente pessoas que fingem uma personalidade para se encaixar na sociedade e se isolam.
Ao longo de suas obras, imagens da cidade onde a história se passa e de certas paisagens urbanas são frequentemente intercaladas, como postes elétricos, placas informativas e instalações ferroviárias que estão abundantemente expostas em muitas de suas obras.
Hideaki faz uso experimental de técnicas de animação, já que em muitas de suas obras você pode ver cenas inovadoras ou não convencionais. Seu estilo é altamente influenciado pela psicanálise e desconstrução emocional.

## Representações
Anno apareceu em mangás duas vezes, ambos criados por conhecidos pessoais. Sua esposa, Moyoko Anno, escreveu Insufficient Direction, uma crônica de seu namoro e casamento e retratando a "verdadeira face" de Anno como "o fundador do culto otaku". Em 2007, uma versão dele em idade universitária apareceu ao lado de outros fundadores da Gainax, Hiroyuki Yamaga, Takami Akai e Toshio Okada no mangá de Kazuhiko Shimamoto, Aoi Honō. Anno compareceu na Universidade de Artes de Osaka com Shimamoto. Aoi Honō foi adaptado para um drama de televisão live-action em 2014, onde Anno foi interpretado pelo ator Ken Yasuda. A série animada de 2014, Shirobako, tem uma participação especial de um personagem chamado "Mitsuaki Kanno", uma caricatura de Anno.

## Vida pessoal
Anno se casou em 2002 com a autora de mangá Moyoco Anno, criadora de Sugar Sugar Rune.
Ele é agnóstico e declarou que acredita que o espiritualismo japonês é o mais próximo das suas crenças pessoais. Anno também é vegetariano.

## Filmografia
- 1982: The Super Dimension Fortress Macross
- 1984: Nausicaä of the Valley of the Wind
- 1984: Birth
- 1989: Gunbuster
- 1990: Fushigi no umi no Nadia
- 1993: Crimson Wolf
- 1994: Macross Plus
- 1995: Macross Plus Movie Edition
- 1995: Shin Seiki Evangelion (Neon Genesis Evangelion)
- 1997: Shin seiki Evangelion Gekijô-ban: Air/Magokoro wo, kimi ni
- 1997: Shin Seiki Evangelion Gekijô-ban: Shito shinsei
- 1998: Kareshi Kanojo no Jijyou
- 1998: Love & Pop
- 2000: Shiki-Jitsu
- 2004: Kyûtî Hanî
- 2005: Sugar Sugar Rune
- Rebuild Of Evangeilon
  - 2007: Evangelion: 1.0 You Are (Not) Alone
  - 2009: Evangelion: 2.0 You Can (Not) Advance
  - 2012: Evangelion: 3.0 You Can (Not) Redo.
  - 2021: Evangelion: 3.0+1.0 Thrice Upon a Time
- 2016: Shin Godzilla
- 2022: Shin Ultraman
- 2023: Shin Kamen Rider